# Десантные катера проекта 21820
Десантные катера проекта 21820 «Дюго́нь» — серия российских высокоскоростных десантных катеров на воздушной каверне для ВМФ России. По кодификации НАТО «Dyugon»/«Ataman Platov». Катера проекта предназначены для скоростной переброски морем и высадки на необорудованное побережье десанта, колёсной и гусеничной техники.
Относятся к кораблям 4-го ранга.
Тип катеров получил название по названию морского млекопитающего дюгоня.
Проект десантных катеров 21820 был разработан в «ЦКБ по СПК им. Р. Е. Алексеева». Предшественник данного проекта — скоростной десантный катер проекта 11770 «Серна», также разработан в ЦКБ по судам на подводных крыльях им. Р. Е. Алексеева.

## Разработка проекта
В 1998 году на Нижегородском «Центральном Конструкторском Бюро по судам на подводных крыльях имени Р. Е. Алексеева» был подготовлен проект скоростного десантного катера тип «Шельф», предназначенный для транспортировки 3-х БМП или БТР. Но из-за финансовых трудностей и отсутствия заказа от ВМФ проект реализован не был.
С наступлением 2000-х годов стало очевидным, что современный флот нуждается в более скоростных судах, обладающих значимой десантовместимостью и грузоподъёмностью. Это привело к переработке начального проекта с использованием наработок по проекту 11770 «Серна». Так появился новый проект транспортно-десантного катера для действий в морях и на крупных озёрах в странах с разными климатическими условиями на воздушной каверне с пропульсивной установкой, получивший шифр «Дюгонь».
По заявлению Андрея Щербаня, замначальника отдела надводных кораблей департамента Минобороны по обеспечению государственного оборонного заказа — на каждом флоте планируется иметь по 4-5 таких кораблей.
В 2011 году Главнокомандующим ВМФ РФ было принято решение увековечить память офицеров Гвардейского морского экипажа, отличившихся в боевых действиях с иноземными захватчиками и прошедших путь от Смоленска и Бородино до Парижа в годы Отечественной войны 1812 года в наименованиях десантных катеров этой серии.

## Конструкция
Корпус катера сделан из коррозионностойких алюминиево-магниевых сплавов. Длина катера 45 метров, ширина 8,56 метра, осадка 1,9 метра (2,2 м наибольшая). Экипаж 6 человек. Полное водоизмещение 280 тонн.
ГЭУ состоит из 2-х главных сдвоенных через главную передачу (редуктор) звездообразных дизелей по 112 цилиндров (2 × 56) М507А-2Д мощностью по 9000 л. с. каждый. Производитель дизелей — ПАО «Звезда» (Санкт-Петербург). Скорость полного хода — 35 узлов. Высокая скорость катера обеспечивается наличием воздушной каверны, мощными дизелями и вентилируемыми водомётными движителями.
Максимальная скорость хода при высоте волны 0,75 м — 35 узлов. Наибольшая дальность плавания — 500 миль. Десантные катера проекта 21820 могут использоваться в штормовых условиях при высоте волны не более 3,5 метров.
На десантном катере имеется вооружение. В штатной комплектации оно состоит из 2-х крупнокалиберных пулемётов МТПУ калибра 14,5-мм, а также 8 ПЗРК «Игла», «Верба».
Размеры грузового трюма — 27 × 6,8 × 2,34 метра.

### Десантные возможности
- 2 основных боевых танка
- или 4 БМП/БТР
- или 140 т груза.
- или 90 чел. десанта

## История строительства
Головным катером проекта заложенным 21 февраля 2006 года стал Д-105, позднее — «Атаман Платов». В 2009 году введён в состав Каспийской флотилии.
В 2011 году был подписан контракт на строительство серии из трёх катеров проекта 21820 на «Ярославском судостроительном заводе». На январь 2012 года в постройке находились 2 катера: один на Судостроительном заводе «Волга» в Нижнем Новгороде и один — на ССЗ «Восточная верфь» во Владивостоке.

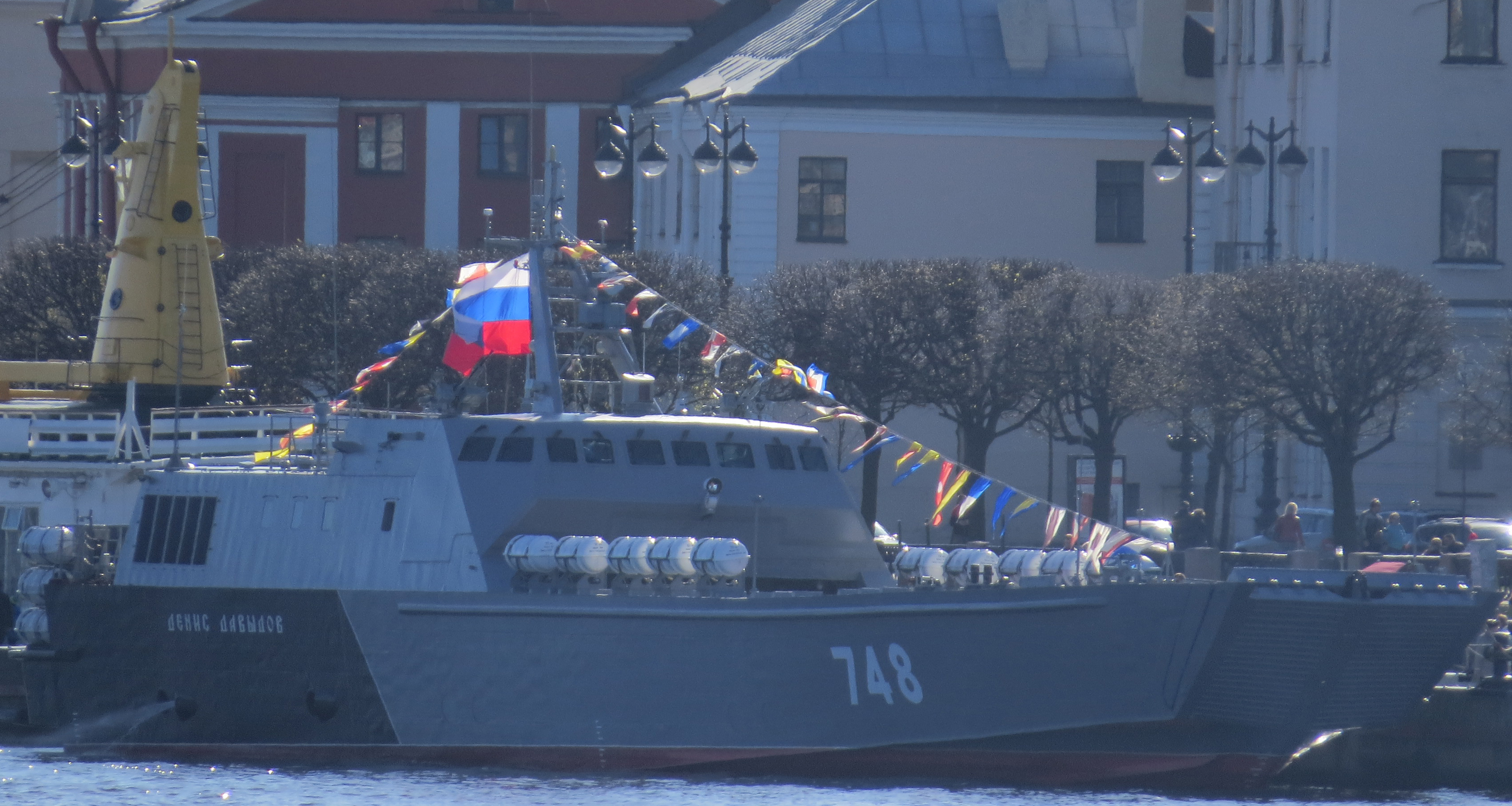
Десантный катер проекта «Дюгонь» «Денис Давыдов» в Санкт-Петербурге

Первый серийный катер — заводской № 701 «Денис Давыдов» — заложен на «ЯСЗ» 18 января 2012 года, спущен на воду 26 июля 2013 года. Второй — зав.№ 4001 «Иван Карцов» заложен на «Восточной верфи» в 2010 году, спущен на воду 30 сентября 2013 года, передан ТОФ 31 октября 2014 года.
В ходе ходовых испытаний первого катера проекта «Атаман Платов» на Каспийской военной флотилии были выявлены конструктивные недоделки, вызванные ошибками в проектировании. Причём никакой информации о ликвидации этих недоделок в открытых источниках позже не появлялось.
27 октября 2014 года в рамках проведения заводских ходовых испытаний (ЗХИ) экипаж десантного катера «Лейтенант Римский-Корсаков» выполнил стрельбы из двух морских тумбовых 14,5-мм пулеметных установок по морским и воздушным целям и провёл скоростные испытания главной энергетической установки. В начале ноября десантный катер «Лейтенант Римский-Корсаков» приступит к государственным ходовым испытаниям, после завершения которых войдёт в состав БФ.
8 декабря 2014 года десантный катер «Мичман Лермонтов», построенный для Балтийского флота на Ярославском судостроительном заводе, впервые вышел в море в рамках заводских ходовых испытаний.
12 июня 2015 года на ДКА «Иван Карцов» поднят Андреевский флаг.
Начиная с 2015 года какой-либо информации о закладке или строительстве новых катеров проекта в открытых источниках не появлялось.

### Представители проекта
| Название                     | Борт. № | Изготовитель      | Завод. № | Дата закладки | Спуск на воду | Ввод в строй | Флот | Состояние |
| ---------------------------- | ------- | ----------------- | -------- | ------------- | ------------- | ------------ | ---- | --------- |
| «Атаман Платов»              | 728     | «ССЗ «Волга»»     | № 811    | 21.02.2006    | 07.2009       | 21.12.2010   | КФл  | В строю   |
| «Денис Давыдов»              | 748     | «Ярославский ССЗ» | № 701    | 18.01.2012    | 26.07.2013    | 23.11.2014   | БФ   | В строю   |
| «Иван Карцов»                | 685     | «Восточная верфь» | № 4001   | 2010 год      | 30.09.2013    | 12.06.2015   | ТОФ  | В строю   |
| «Лейтенант Римский-Корсаков» | 714     | «Ярославский ССЗ» | № 702    | 21.06.2012    | 10.04.2014    | 04.07.2015   | БФ   | В строю   |
| «Мичман Лермонтов»           | 757     | «Ярославский ССЗ» | № 703    | 18.01.2013    | 05.06.2014    | 04.07.2015   | БФ   | В строю   |